# دورمنتینگن
دورمنتینگن (به آلمانی: Dürmentingen) یک شهر در آلمان است که در Biberach واقع شده‌است. دورمنتینگن ۲٬۵۹۷ نفر جمعیت دارد.